# Desmos palawanensis
Desmos palawanensis là loài thực vật có hoa thuộc họ Na. Loài này được (Elmer) Merr. mô tả khoa học đầu tiên năm 1923.